# Mikadotrochus beyrichii
Mikadotrochus beyrichii (Hilgendorf, 1877) é uma espécie de molusco gastrópode marinho da família Pleurotomariidae, nativa do oeste do oceano Pacífico.

## Descrição
Mikadotrochus beyrichii possui uma concha moderadamente grande e pesada, em forma de cone, de até 10 centímetros. Fenda lateral, típica de Pleurotomariidae, curta. Relevo áspero de estrias em espiral, atravessadas por finas linhas de crescimento. A coloração é creme esbranquiçada, com manchas vermelhas escuras e padrões de laranja.

## Distribuição geográfica
São encontrados em águas com profundidade de 35 a até 200 metros do oeste do oceano Pacífico (China e Japão).